# Robert L. Owen
Robert L. Owen (Lynchburg, 1856. február 2. – Washington, 1947. július 19.) az Amerikai Egyesült Államok szenátora (Oklahoma, 1907–1925).